# Marijan Pušnik
Marijan Pušnik (Slovenj Gradec, 1º novembre 1960) è un allenatore di calcio sloveno.

## Carriera
Pušnik iniziò la carriera nel 1994 sulla panchina del Dravograd, il primo ruolo importante lo ricevette nel 2000 sulla panchina del Celje.
Il 2 giugno 2016 è stato ufficializzato sulla panchina dell'Hajduk Spalato, primo sloveno in panchina nella storia del club. Il 1º dicembre dello stesso anno fu esonerato dopo la sconfitta in Coppa di Croazia, nel derby cittadino contro il RNK Spalato ai quarti di finale.
Nel 2017, conclusa la seconda avventura nel Olimpia Lubiana, diventò allenatore del Rudar Velenje. Nel 2019 fu sostituito nell'incarico dal suo vice Almir Sulejmanovič.